# Amaracarpus idenburgensis
Amaracarpus idenburgensis är en måreväxtart som beskrevs av Elmer Drew Merrill och Lily May Perry. Amaracarpus idenburgensis ingår i släktet Amaracarpus och familjen måreväxter. Inga underarter finns listade i Catalogue of Life.